# Stella Stevens
Stella Stevens, nata Estelle Caro Eggleston (Yazoo City, 1º ottobre 1938 – Los Angeles, 17 febbraio 2023), è stata un'attrice statunitense.

## Biografia
Figlia dell'infermiera Estelle Dovey e dell'assicuratore Thomas Ellett Eggleston, appena sedicenne sposò nel 1954 Noble Herman Stephens, dal quale l'anno successivo ebbe il suo unico figlio, Andrew Stevens, divenuto anch'egli attore. Nel 1956 la coppia divorziò. I primi contatti della Stevens con il mondo dello spettacolo risalgono all'adolescenza, quando frequentava il collegio statale di Memphis (ove la famiglia si era intanto trasferita), e partecipò a una rappresentazione teatrale di Fermata d'autobus (Bus Stop) di William Inge, che le valse l'attenzione della stampa locale.
Bionda e con gli occhi azzurri, nel gennaio 1960 fu playmate della rivista Playboy , dove apparve anche in seguito, dando ulteriore impulso alla sua carriera. Esordì sul grande schermo alla fine degli anni cinquanta, interpretando ruoli che misero in risalto soprattutto la sua prosperosa bellezza. Tra i primi film cui partecipò sono da ricordare le commedie Dinne una per me (1959) di Frank Tashlin, ove interpretò il breve ruolo di Chorine, che le valse il premio Golden Globe come attrice rivelazione dell'anno, e Il villaggio più pazzo del mondo (1960) di Melvin Frank e Norman Panama, nel ruolo di "Appassionata" von Climax. 
Nel 1961 interpretò una cantante, accanto a Bobby Darin, in Blues di mezzanotte di John Cassavetes, mentre l'anno successivo affiancò Elvis Presley in Cento ragazze e un marinaio (1962) di Norman Taurog. Subito dopo le venne affidato un ruolo più consistente, quello di Zizì Zillian (nella versione italiana), ovvero "miss Montana", un'attricetta, suonatrice di batteria ed esperta di bowling dai conturbanti capelli rossi, che rivaleggia con Shirley Jones e Dina Merrill per conquistare le attenzioni di un vedovo (Glenn Ford) e che finirà per sposare il migliore amico di questi (Jerry Van Dyke), nella commedia agro-dolce Una fidanzata per papà (1963) di Vincente Minnelli. Fu anche la studentessa universitaria Stella Purdy, innamorata del suo stravagante professore di chimica in Le folli notti del dottor Jerryll (1963), considerato forse il capolavoro di Jerry Lewis negli anni sessanta. 
Al pari di altre attrici della sua generazione, dal fisico provocante ed assimilabile in qualche modo a quello di Marilyn Monroe, ma dotata anche di spumeggiante brio e di una certa dose di ironia, fino alla fine degli anni sessanta la Stevens fu scelta soprattutto per ruoli di bionda voluttuosa, come in Matt Helm il silenziatore (1966) di Phil Karlson e Come salvare un matrimonio e rovinare la propria vita (1968) di Fielder Cook, in entrambi i quali recitò accanto a Dean Martin, ma venne impiegata anche in film drammatici, come in 48 ore per non morire (1966) di Gilberto Gazcón, ancora insieme a Glenn Ford, e Con le spalle al muro (1968) di Brian G. Hutton. Partecipò ad altre commedie come The Secret of My Success (1965) di Andrew L. Stone, e Where Angels Go, Trouble Follows (1968) di James Neilson, ove impersonò una giovane suora accanto a Rosalind Russell. 
La sua carriera giunse a una svolta nel 1970, quando, subentrando a Joanne Woodward, apparve accanto a Jason Robards nel western crepuscolare La ballata di Cable Hogue di Sam Peckinpah, interpretando con grande finezza un personaggio fino ad allora per lei inedito e che la consacrò attrice di spessore anche per la critica. Tornò subito dopo al genere western con il meno fortunato Una città chiamata bastarda (1971) di Robert Parrish. Nel 1972 recitò in L'avventura del Poseidon, grande successo del genere catastrofico in voga in quegli anni e diventato in seguito un cult, diretto da Ronald Neame e interpretato, tra gli altri, anche da Gene Hackman, Ernest Borgnine, Roddy McDowall, Carol Lynley e Shelley Winters: le fu assegnato uno dei suoi ruoli più iconici, quello della sfortunata Linda Rogo, ex prostituta e moglie del tenace poliziotto interpretato da Borgnine. L'attrice fornì interessanti prove anche nelle pellicole Lo specchio della follia (1969) di Bernard Girard e Operazione casinò d'oro (1975) di Charles Bail, oltre che nel nostalgico Vecchia America (1976) di Peter Bogdanovich, ove recitò accanto a Ryan O'Neal e Burt Reynolds. 
Dalla seconda metà degli anni settanta si dedicò soprattutto alla televisione (dove aveva esordito nel 1960, con un episodio di Alfred Hitchcock presenta), divenendo nota in particolare per i ruoli di Lute-Mae Sanders in Flamingo Road (1981-1982) e di Phyllis Blake in Santa Barbara (1989-1990), due delle serie più famose e di successo di quel periodo. In un paio di occasioni l'attrice passò anche dietro la macchina da presa, ma con scarso successo, producendo e dirigendo il documentario biografico The American Heroine (1979) e la commedia romantica The Ranch (1989). La Stevens, sia pure saltuariamente e non più in ruoli da protagonista, continuò a essere impiegata tanto nel cinema, come nella pellicola Una chiamata nella notte (1993) di Fred Williamson e Alain Zaloum, quanto soprattutto in televisione. Nel 1996 fu diretta dal figlio Andrew nel film televisivo Gioco di morte. Dal 1983 aveva una relazione con il chitarrista rock Bob Kulick, morto nel 2020, insieme al quale risiedeva a Beverly Hills, in California.
L'attrice è morta a Los Angeles a 84 anni il 17 febbraio 2023, dopo avere combattuto una lunga lotta contro l'Alzheimer.

## Filmografia

### Cinema
- Dinne una per me (Say One for Me), regia di Frank Tashlin (1959)
- Il villaggio più pazzo del mondo (Li'l Abner), regia di Melvin Frank (1960)
- Blues di mezzanotte (Too Late Blues), regia di John Cassavetes (1961)
- Cento ragazze e un marinaio (Girls! Girls! Girls!), regia di Norman Taurog (1962)
- Le folli notti del dottor Jerryll (The Nutty Professor), regia di Jerry Lewis (1963)
- Una fidanzata per papà (The Courtship of Eddie's Father), regia di Vincente Minnelli (1963)
- Compagnia di codardi? (Advance to the Rear), regia di George Marshall (1964)
- The Secret of My Success, regia di Andrew L. Stone (1965)
- Matt Helm il silenziatore (The Silencers), regia di Phil Karlson (1966)
- 48 ore per non morire (Rage), regia di Gilberto Gazcón (1966)
- Come salvare un matrimonio e rovinare la propria vita (How to Save a Marriage and Ruin Your Life), regia di Fielder Cook (1968)
- Where Angels Go, Trouble Follows, regia di James Neilson (1968)
- Con le spalle al muro (Sol Madrid), regia di Brian G. Hutton (1968)
- Lo specchio della follia (The Mad Room), regia di Bernard Girard (1969)
- La ballata di Cable Hogue (The Ballad of Cable Hogue), regia di Sam Peckinpah (1970)
- Una città chiamata bastarda (A Town Called Bastard), regia di Robert Parrish (1971)
- Slaughter, l'uomo mitra (Slaughter), regia di Jack Starrett (1972)
- L'avventura del Poseidon (The Poseidon Adventure), regia di Ronald Neame (1972)
- Operazione casinò d'oro (Cleopatra Jones and the Casino of Gold), regia di Charles Bail (1975)
- Las Vegas Lady, regia di Noel Nosseck (1975)
- Vecchia America (Nickelodeon), regia di Peter Bogdanovich (1976)
- Mister Deathman, regia di Michael D. Moore (1977)
- Non aprite quell'armadio (The Monster in the Closet), regia di Bob Dahlin (1987)
- The Terror Within 2, regia di Andrew Stevens (1990)
- Una chiamata nella notte (South Beach), regia di Fred Williamson, Alain Zaloum (1993)
- Hard Drive, regia di James Merendino (1994)
- Body Chemistry 3 (Point of Seduction: Body Chemistry III), regia di Jim Wynorski (1994)
- Body Chemistry 4: Full Exposure, regia di Jim Wynorski (1995)
- Star Hunter, regia di Cole S. McKay e Fred Olen Ray (1995)
- Bikini Hotel, regia di Jeff Frey (1997)
- Blessed - Il seme del male (Blessed), regia di Simon Fellows (2004)

### Televisione
- Alfred Hitchcock presenta (Alfred Hitchcock Presents) – serie TV, episodio 5x23 (1960)
- Bonanza – serie TV, episodio 2x13 (1960)
- Hawaiian Eye – serie TV, episodio 2x11 (1960)
- General Electric Theater – serie TV, episodi 9x07-10x07 (1960-1961)
- Follow the Sun – serie TV, episodio 1x13 (1961)
- Vacation Playhouse – serie TV, episodio 2x08 (1964)
- Ben Casey – serie TV, 5 episodi (1964)
- La montagna del perdono (Climb an Angry Mountain), regia di Leonard Horn – film TV (1972)
- Honky Tonk, regia di Don Taylor – film TV (1974)
- Ricercate Etta Place (Wanted: The Sundandance Woman), regia di Lee Philips – film TV (1976)
- Alla conquista dell'Oregon (The Oregon Trail) – serie TV, episodio 1x06 (1977)
- I figli del divorzio (Children of Divorce), regia di Joanna Lee – film TV (1980)
- La signora in giallo (Murder, She Wrote) – serie TV, episodio 1x21 (1985)
- Highlander – serie TV, episodio 3x11 (1995)
- Gioco di morte (Subliminal Seduction), regia di Andrew Stevens – film TV (1996)
- Un desiderio è un desiderio (The Christmas list), regia di Charles Jarrott – film TV (1997)
- Alle prime luci dell'alba (By Dawn's Early Light), regia di Arthur Allan Seidelman – film TV (2000)

## Doppiatrici italiane
Nelle versioni in italiano delle opere in cui ha recitato, Stella Stevens è stata doppiata da:
- Maria Pia Di Meo in Le folli notti del dottor Jerryll; Una fidanzata per papà
- Rosetta Calavetta in Il villaggio più pazzo del mondo
- Vittoria Febbi in Lo specchio della follia
- Paila Pavese in La ballata di Cable Hogue
- Mirella Pace in L'avventura del Poseidon
- Valeria Valeri in Operazione casinò d'oro
- Antonella Alessandro in La signora in giallo (doppiaggio tardivo 2016)